# Montiers
Montiers – miejscowość i gmina we Francji, w regionie Hauts-de-France, w departamencie Oise.
Według danych na rok 1990 gminę zamieszkiwały 353 osoby, a gęstość zaludnienia wynosiła 45 osób/km² (wśród 2293 gmin Pikardii Montiers plasuje się na 648. miejscu pod względem liczby ludności, natomiast pod względem powierzchni na miejscu 617.).